# Coracina ingens
A Coracina ingens a madarak osztályának verébalakúak (Passeriformes) rendjébe és a tüskésfarúfélék (Campephagidae) családjába tartozó faj.

## Rendszerezése
A fajt Walter Rothschild és Ernst Hartert írták le 1914-ben, a Graucalus nembe Graucalus papuensis ingens néven.

## Előfordulása
A Pápua Új-Guineához tartozó Admiralitás-szigetek területén honos.

## Természetvédelmi helyzete
Az elterjedési területe kicsi. A Természetvédelmi Világszövetség Vörös listáján nem szerepel.